# Máquina
Um motor de combustão interna.
Máquina é um dispositivo artificial que utiliza a conversão de energia para atingir objetivos predeterminados. As máquinas podem ser de natureza mecânica, eletromecânica, elétrica, eletrônica, etc. Na Física, é todo e qualquer dispositivo que muda o sentido ou a intensidade de uma força com a utilização do trabalho.

## Etimologia
A palavra máquina deriva do termo latino machina, que, por sua vez, vem do grego dórico μαχανά (makhana) e do grego jônico μηχανή (mekhane), uma derivação de  μῆχος (mekhos), que significa "meio, expediente, remédio".

## História
A ideia de uma máquina simples foi criada pelo filósofo grego Arquimedes, no século III a.C., que estudou as máquinas "Arquimedianas": alavanca, polia, e parafuso.
 Arquimedes também descobriu o princípio da  alavancagem. Mais tarde, outros filósofos gregos definiram as cinco máquinas clássicas (excluindo o plano inclinado) e foram capazes de calcular sua alavancagem.
Heron de Alexandria (por volta de 10–75 AD), em seu trabalho Mecânica, lista estes cinco mecanismos que podem colocar uma carga em movimento: alavanca, molinete, polia, cunha e parafuso, e descreve sua fabricação e usos.
Porém o conhecimento grego se limitava a máquinas simples, que operavam através do balanço de forças, sem incluir a dinâmica, comparações entre força e distância, ou o conceito de trabalho.

## Características
A diferença preliminar entre ferramentas simples e mecanismos ou máquinas simples é uma fonte de energia e uma operação um tanto independente. O termo "máquina" aplica-se geralmente a um conjunto de peças que operam juntas para executar o trabalho. Geralmente estes dispositivos diminuem a intensidade de uma força aplicada, alterando o sentido da força ou transformando um tipo de movimento ou de energia em outro.
A ineficiência de uma máquina é o grau ou a porcentagem a que uma máquina não realiza o trabalho que poderia fazer sem as limitações da fricção (atrito).

## Classificação
As máquinas podem ser divididas em automáticas e não automáticas (ou manuais):

### Máquinas não automáticas
Estas máquinas também são chamadas "de alívio periódico". São todas as máquinas que precisam da ação permanente do operador para executar o trabalho.

### Máquinas automáticas
São aquelas onde a energia provém de uma fonte externa, como energia elétrica, térmica, entre outras. Uma furadeira elétrica em que o operador tem que somente apertar um botão para que a mesma execute o trabalho é uma máquina automática. Com isso, pode-se dizer também que as máquinas automáticas não precisam da energia permanente do operador, mas podem precisar do controle permanente do operador, que no caso da furadeira é apertar um botão. As máquinas automáticas podem ainda ser dividas entre máquinas automáticas programáveis e máquinas automáticas não programáveis:
A máquina automática não programável executa sempre o mesmo trabalho ao receber energia. A máquina automática programável tem como característica o fato de que o seu trabalho depende de instruções dadas pelo operador.
Pode-se citar como exemplo de máquina automática programável uma máquina que realiza seu trabalho conforme a posição de chaves. Pode-se ainda introduzir instruções em uma máquina automática programável por meio de um computador ou outro tipo de processador eletrônico, como um microcontrolador ligado a um teclado matricial.
Uma máquina automática com um controle de tempo por meio de um temporizador não pode ser considerada uma máquina automática programável, pois ela não muda seu trabalho conforme o ajuste do temporizador, muda apenas o período em que executa o trabalho. Também não pode ser considerada uma máquina automática programável uma máquina automática que possua um controle de intensidade que o usuário pode ajustar, pois assim ela também continua executando o mesmo trabalho apenas com uma intensidade diferente e seu trabalho não depende de programa algum.

## Exemplos de máquinas

Um motor de quatro tempos é um motor de combustão interna, uma máquina térmica que transforma energia térmica em energia mecânica.

Um motor elétrico recíproco.

### Máquinas simples ou componentes mecânicos
- Alavanca
- Amortecedor
- Chaveta
- Correia
- Corrente
- Cunha
- Embreagem
- Engrenagem
- Estria
- Mancal
- Mola
- Parafuso
- Pino
- Polia
- Rebite
- Roda e eixo

### Pulso de disparo
- Pulso de disparo atômico
- Cronómetro
- Pulso de disparo do pêndulo
- Pulso de disparo de quartzo

### Compressoresebombas
- Supercompressor
- Turbocompressor
- Parafuso de Arquimedes
- Bomba do eductor-jato
- Bomba de vácuo
- Máquina de Newcomen

### Motor de combustão interna
- Motor a gasolina
- Motor diesel
- Motor a álcool
- Motor bicombustível

### Motor de combustão externa
- Motor a vácuo
- Motor a vapor
- Motor Stirling

### Turbina
- Turbina a gás
- Motor a jato
- Turbina a vapor
- Turbina hidráulica
- Turbina eólica, moinho de vento (turbina de ar)

### Superfície de sustentação
- Asa
- Leme
- Aleta
- Hélice

### Máquinas computadoras
- Calculadora
- Calculadora científica
- Computador analógico
- Túnel de vento
- Computador digital

### Máquinas automatizadas
- Controle numérico computadorizado
- Ponte rolante
- Robô